# Timbres d'Allemagne fédérale 2007
Cet article recense les timbres d'Allemagne émis en 2007 par la Deutsche Post World Net.

## Généralités
Les émissions porte la mention « Deutschland » (Allemagne) et une valeur faciale libellée en centimes d'euro (€), comme le veut une habitude prise avec le pfennig.

## Légende
Pour chaque timbre, le texte rapporte les informations suivantes :
- date d'émission, valeur faciale et description,
- formes de vente,
- artistes concepteurs et genèse du projet,
- manifestation premier jour,
- date de retrait, tirage et chiffres de vente,

ainsi que les informations utiles pour une émission donnée.

## Janvier

### Championnat du monde de handball
Le 2 janvier, dans le cadre de la série Für den Sport (Pour le sport), est émis un timbre de 0,55 € annonçant l'organisation du Championnat du monde de handball masculin de 2007 (Handball-Weltmeisterschaft), en Allemagne du 19 janvier au 4 février 2007. La photographie en noir et blanc présente une action de jeu : seules les mains des joueurs sont visibles, qui essaient de s'emparer de la balle. Une surtaxe de 0,25 € est reversée à la Fondation Deutsche Sporthilfe d'aide aux sportifs.
Ce timbre de 5,5 × 3,28 cm est conçu par Stefan Klein et Olaf Neumann à partir d'une photographie de Claus Bergmann de l'agence Imago. Il est imprimé en offset en feuille de dix par Bagel Security-Print, imprimerie de Mönchengladbach.
Le 3 mai 2007, un bloc reprend ce timbre, ainsi que ceux émis en février, pour les 40 ans de la Fondation Deutsche Sporthilfe et à l'occasion de la victoire de l'équipe d'Allemagne pendant ces championnats de handball.

### 50 ans duLandde Sarre

Armes du Land de Sarre.

Le 2 janvier, est émis un timbre de 0,55 € pour le cinquantenaire de la création du Land de Sarre (50 Jahre Saarland). Le 1er janvier 1957, après consultation par référendum de la population, la Sarre est rendue à l'Allemagne fédérale par la France qui l'administrait sous la forme d'un protectorat depuis 1946 après la fin de la Seconde Guerre mondiale. Au-dessus du blason, trois photographies présentent le Land : paysage minier et industriel à gauche, une vue forestière de la rivière Sarre eu centre et la Ludwigkirsche de Sarrebruck à droite.
Le timbre de 4,6 × 2,732 cm est mis en page par Fritz Lüdtke. Il est imprimé en offset en feuille de dix par Bagel Security-Print de Mönchengladbach.

### 50 ans du moteur Wankel

Schéma de fonctionnement du moteur Wankel.

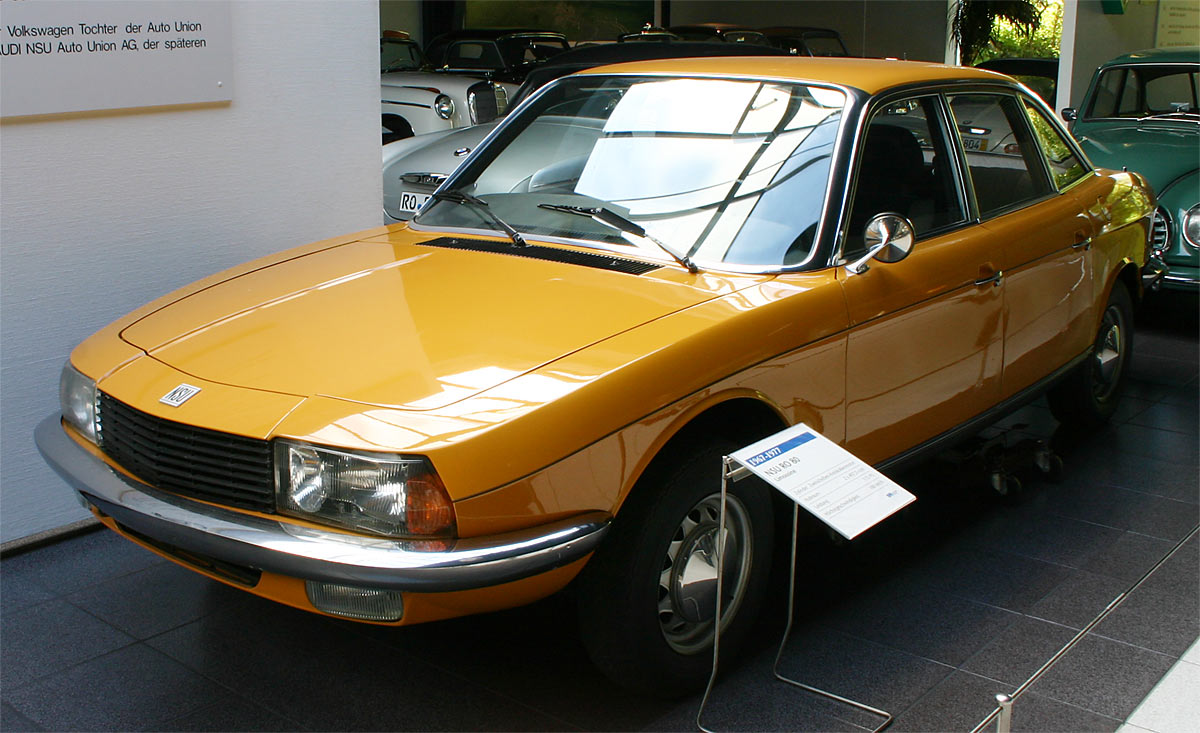
Une NSU Ro 80.

Le 2 janvier, est émis un timbre de 1,45 € pour le cinquantenaire du moteur Wankel (Wankelmotor), un  moteur à piston rotatif inventé par Felix Wankel qui travaillait en 1957 pour le constructeur NSU Motorenwerke AG. Le schéma de fonctionnement du moteur est représenté à gauche d'une automobile qui en est équipé, une NSU Ro 80.
Le timbre de 4,6 × 2,732 cm est conçu par Ernst Jünger et Lorli Jünger. Il est imprimé en offset par la Bundesdruckerei de Berlin.

### Mille ans du diocèse de Bamberg
Le 2 janvier, est émis un timbre de 0,55 € pour le millénaire de la fondation du diocèse de Bamberg (Bistum Bamberg), archidiocèse (depuis 1817) catholique du nord de la Bavière. Au cours d'un synode à Francfort-sur-le-Main en novembre 1007, le roi de Germanie Henri II obtient la création de ce diocèse pour faciliter l'évangélisation des populations de la région. Le timbre est illustré d'une vue de côté dessinée en traits rouges sur fond blanc de la cathédrale Saint-Pierre et Saint-Georges de Bamberg.
Le timbre carré de 3,5 cm de côté est dessiné par Grit Fiedler et est imprimé en offset en feuille de dix par Giesecke & Devrient, à Leipzig.

### Mille ans de Fürth

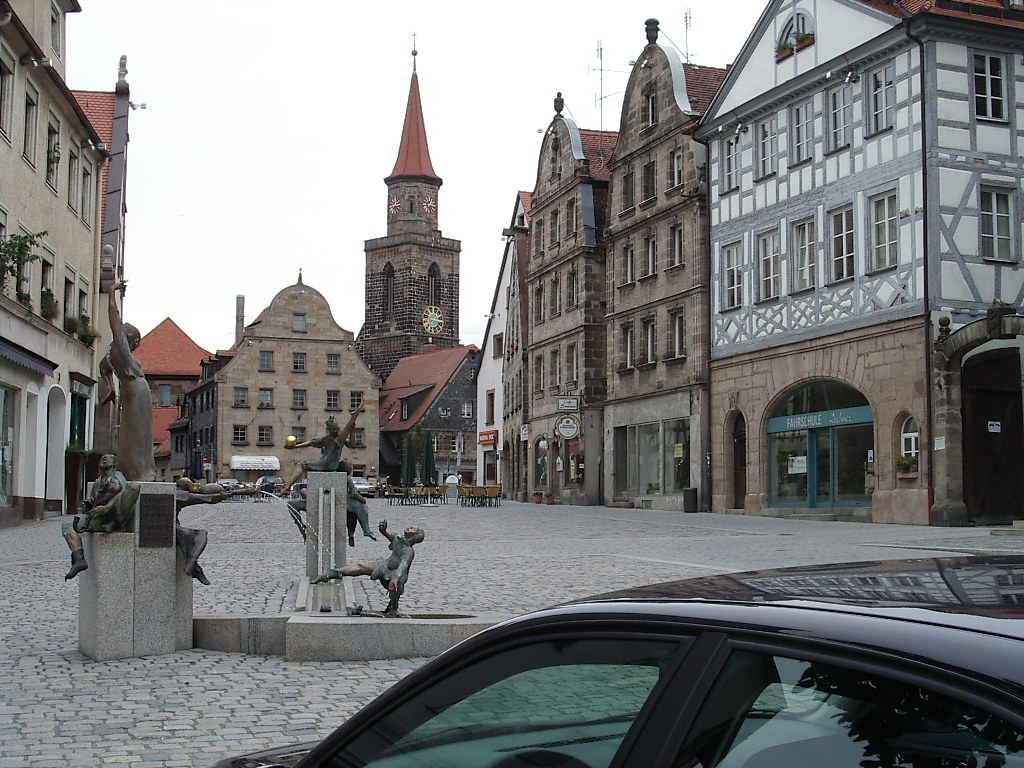
Le Grünen Markt en janvier 2005, dans une perspective proche de celle de la carte postale utilisée pour le timbre du millénaire de Fürth.

Le 2 janvier, est émis un timbre de 0,45 € pour le millénaire de la ville de Fürth, en Moyenne-Franconie, au nord-ouest de la Bavière. S'il a existé un village dès environ 800, c'est en 1007 que la ville est évoquée dans le texte fondant le diocèse de Bamberg par le roi de Germanie Henri II. Une carte postale des années 1910 présente le Grünen Markt, dans la vieille ville.
Le timbre carré de 3,5 cm est mis en page sur un fond saumon par Susanne Oesterlee ; la carte postale est conservée dans les archives de la ville de Fürth. Le timbre est imprimé en offset en feuille de dix exemplaires par Giesecke & Devrient, à Leipzig.

### Présidence du Conseil de l'Union européenne
Le 2 janvier, à l'occasion du début de la présidence du Conseil de l'Union européenne par l'Allemagne (EU-Ratspräsidentschaft), est émis un timbre de 0,55 € à dominante blanche. Sur ce fond, un alignement d'étoiles blanches, avec à leur tête en première ligne une étoile aux couleurs du drapeau de l'Allemagne : noir, rouge et or. Les étoiles placées sur les côtés sont coupées en deux et reconstituables en plaçant côte à côte deux timbres.
Le timbre carré de 3,5 cm de côté est dessiné par Paul Effert et est imprimé en offset par l'imprimerie Bagel Security-Print de Mönchengladbach.

## Février

### Johann Christian Senckenberg 1707-1772

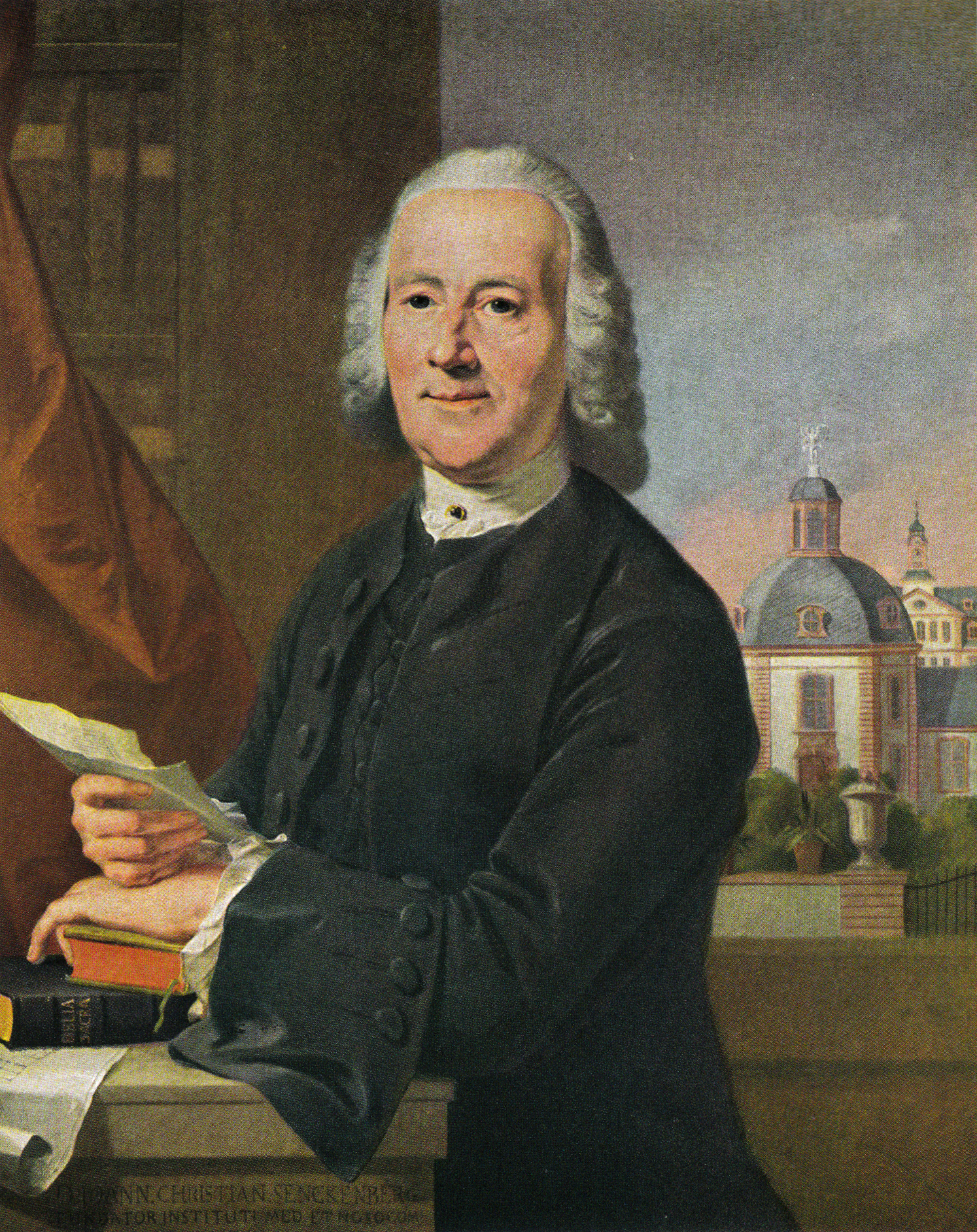
Le portrait de Senckenberg qui sert sur le timbre.

Le 8 février, est émis un timbre commémoratif de 0,90 € pour le tricentenaire de la naissance de Johann Christian Senckenberg, médecin de Francfort-sur-le-Main, qui créa une fondation en faveur de la recherche scientifique dans cette ville. Un caducée d'Asclépios simplifié est représenté sur la gauche de deux peintures juxtaposées et bordées de blanc représentant le médecin et le Muséum Senckenberg.
L'illustration est conçue par Angela Kühn. Le timbre de 4,6 × 2,732 cm est imprimé en offset en feuille de dix exemplaires.

### Pour le sport: championnats du monde
Le 8 février, dans la série Für den Sport (Pour le sport), sont émis trois timbres à surtaxe au profit de la Fondation Deutsche Sporthilfe. À travers des gros plans de sportifs en plein effort, sont annoncés trois championnats du monde organisés en Allemagne au cours de l'année 2007 (le timbre « Championnat du monde de handball » a été émis en janvier). Le 0,45 € + 0,20 € évoque par le geste du rameur le Championnat du monde de canoë-kayak de Duisbourg (Kanurennsport-Weltmeisterschaft) du 8 au 12 août. Le timbre de 0,55 € + 0,25 €, consacré aux Championnats du monde de gymnastique artistique (Turn-Weltmeisterschaft) de Stuttgart du 1er au 9 septembre, montre le mouvement des mains d'un gymnaste sur un cheval d'arçon. Enfin, le championnat du monde de pentathlon moderne (Weltmeisterschaft im Modernen Fünfkampf) se voit consacrer le 1,45 € + 0,55 € avec l'épreuve de natation ; la discipline inventée par Pierre de Coubertin comprend également l'escrime, le tir au pistolet, l'équitation et le cross-country.
Les timbres de 5,5 × 3,28 cm sont des photographies fournies par l'agence Imago et mises en page par Stefan Klein et Olaf Neumann. Ils sont imprimés en offset en feuille de dix.
Ces trois timbres sont repris sur un bloc commémorant les 40 ans de la Fondation Deutsche Sporthilfe, émis le 3 mai 2007.

## Mars

### Centre juif de Munich
Le 1er mars, est émis un timbre de 0,55 € à l'occasion de l'ouverture du musée au sein du Centre juif de Munich, en Bavière, le 22 mars 2007. Le bâtiment comprend depuis le 9 novembre 2003 la synagogue Ohel Jakob dont un élément de la façade est reproduit sur le timbre, et une maison commune (école, centre culturel, restaurant).
Le timbre de 4,6 × 2,732 cm est mis en page par Barbara Dimanski. Il est imprimé en offset par Bagel Security-Print, imprimeur de Mönchengladbach.

### Cinquante ans du traité de Rome

Drapeau européen.

Le 1er mars, est émis un timbre de 0,55 € pour le cinquantenaire du traité de Rome instaurant la Communauté économique européenne et la Communauté européenne de l'énergie atomique et signé le 25 mars 1957. La partie basse de l'illustration reproduit la séance des signatures entre les six États fondateurs (Allemagne de l'Ouest, Belgique, France, Italie, Luxembourg, Pays-Bas). La partie haute est consacrée au drapeau européen : un fond bleu et un arc de six étoiles en cercle posé sur ce bleu et sur la photographie.
Le timbre carré de 3,5 cm de côté est mis en page par Werner Hans Schmidt (de). Il est imprimé en offset par Bagel Security-Print, imprimeur de Mönchengladbach.

### Adam Elsheimer,Die Ausgrabung der Kreuze
Le 1er mars, dans la série Peinture allemande, est émis un timbre artistique de 0,55 € reproduisant une œuvre d'Adam Elsheimer (1578-1610) : Die Ausgrabung der Kreuze (les fouilles de la Croix), scène qui montre des ouvriers continuant à creuser pendant que d'autres remontent la Croix sur laquelle a été crucifié le Christ. Elle est une composante d'un autel peint par Elsheimer autour de l'histoire de la Croix.
La peinture conservée au musée Städel de Francfort-sur-le-Main est mis en page par Werner Hans Schmidt sur un timbre carré de 3,5 cm de côté. Le timbre est imprimé en offset par Giesecke & Devrient de Leipzig.

### Paul Gerhardt 1607-1676
Le 1er mars, est émis un timbre commémoratif pour le 400e anniversaire de Paul Gerhardt, théologue luthérien. Son portrait au travail sur un bureau est imposé sur une reproduction de partition puisqu'il est connu pour être un compositeur d'hymne religieux.
La peinture d'Emil Fröhlich et la partition sont mis en page par Antonia Graschberger. Le timbre de 4,6 × 2,732 cm est imprimé en offset par la Bundesdruckerei de Berlin.

### Journée du timbre: les vols historiques de ballons dirigeables vers l'Amérique du Sud
Le 1er mars, à l'occasion de la Journée du timbre (Tag der Briefmarke), est émis un timbre de 1,70 € avec une surtaxe de 0,70 €. Le sujet en est les voyages en ballon dirigeable entre l'Allemagne et l'Amérique du Sud dans les années 1930, avec transport de passagers et de courrier. L'appareil représenté est le zeppelin LZ 127 Graf Zeppelin qui effectue la dernière liaison transatlatlantique en juin 1937, un mois après l'incendie du LZ 129 Hindenburg. Le timbre est inclus dans un feuillet illustré du relief en profil des points de départ et d'arrivée des vols.
L'émission est dessinée par Günter Gamroth. Le timbre de 5,5 × 3,28 est imprimé sur un bloc de 10,5 × 7 cm. L'impression est réalisée en offset et taille-douce par l'Österreichischen Staatsdruckerei de Vienne.

### Claus Schenk von Stauffenberg et Helmuth James von Moltke
Le 1er mars, dans la série Aufrechte Demokraten, est émis un timbre de 0,55 € en hommage à deux comtes allemands qui comploté contre le régime nazi : Claus Schenk von Stauffenberg et Helmuth James von Moltke. Leurs photographies sont placées à gauche d'un timbre blanc, sur lesquels sont imprimés en rouge leurs dates et la cause de leur mort : fusillé le 21 juillet 1994 pour Stauffenberg qui plaça la mallette d'explosifs qui aurait dû tuer Hitler lors de la tentative de coup d'État du 20 juillet 1944, et exécuté le 23 janvier 1945 pour Moltke fondateur du Cercle de Kreisau (ainsi baptisé par la Gestapo) dont plusieurs membres participèrent au coup d'État.
Le timbre de 5,5 × 3,28 cm est mis en page par Irmgard Hesse pour une impression en offset en feuille de dix par l'imprimeur Giesecke & Devrient, à Leipzig.

## Avril

### 500 ans du planisphère de Martin Waldseemüller

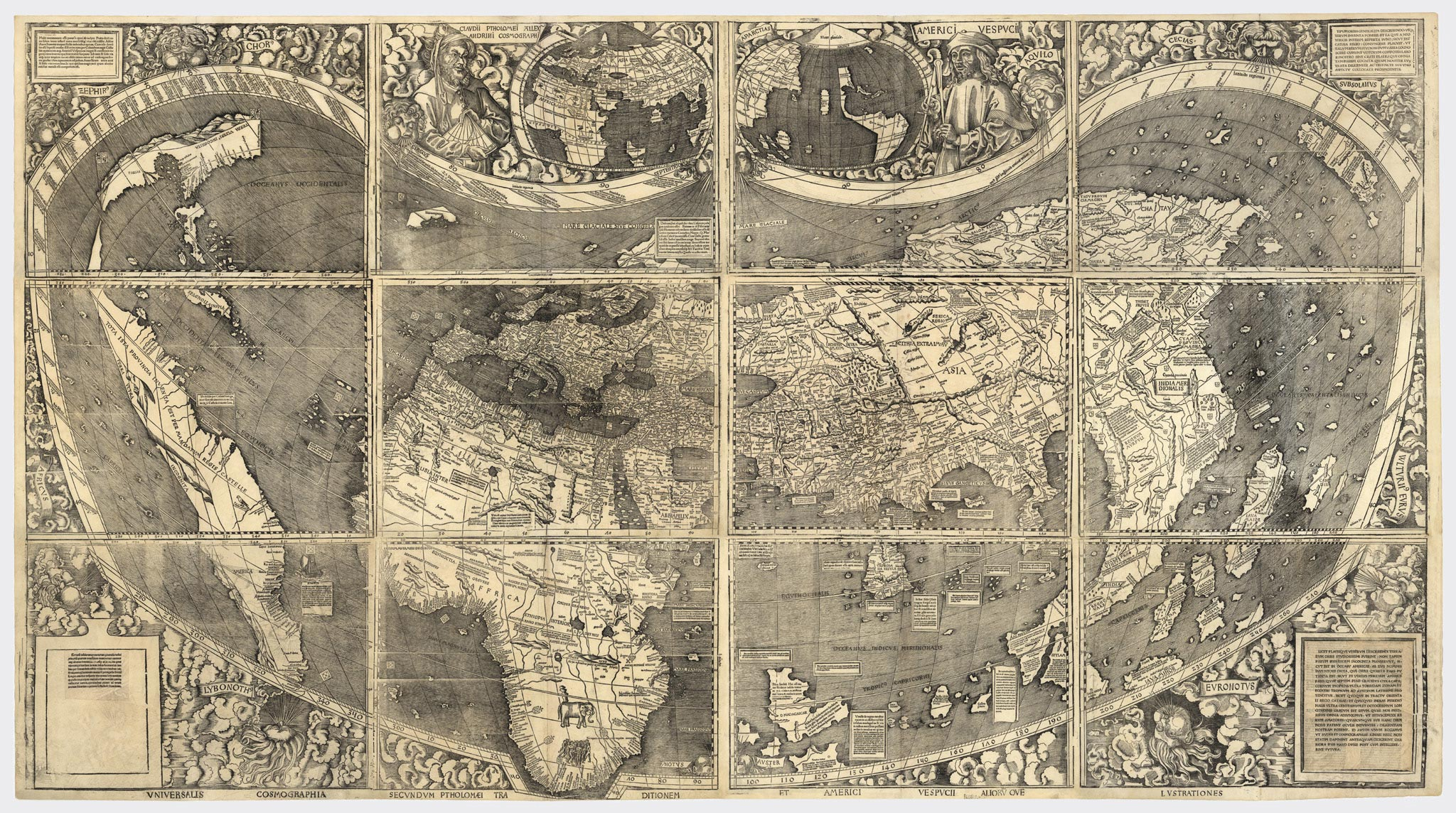
Universalis Cosmographia.

Le 12 avril, est émis un timbre de 2,20 € pour les cinq cents ans de l'Universalis Cosmographia, un planisphère dessiné par le géographe Martin Waldseemüller, réalisée à Saint-Dié en 1507. C'est la première carte qui utilise le nom d'Amerigo Vespucci pour nommer le continent américain et non celui de son découvreur Christophe Colomb. Les douze morceaux de cette carte sont reproduits sur un fond blanc, séparés par les mentions habituelles (légende, pays et valeur faciale).
L'exemplaire utilisé de la carte est conservée dans la Bibliothèque du Congrès des États-Unis d'Amérique. Il est mis en page par Werner Hans Schmidt sur un timbre de 5,5 × 3,28 cm imprimé en offset et taille-douce en feuille de dix exemplaires par l'imprimerie néerlandaise Joh. Enschedé Security Print, à Haarlem.

### Pape Benoît XVI
Le 12 avril, est émis un timbre de 0,55 € pour le 80e anniversaire du pape Benoît XVI (Papst Benedikt XVI.), né Joseph Ratzinger en Allemagne. L'émission coïncide également avec le second anniversaire de son élection à la tête de l'Église catholique romaine. Sur fond blanc, il est représenté sur le côté gauche du timbre, les bras grand ouverts vers la droite. Ses armoiries sont reproduites dans le coin supérieur gauche du timbre. Sur les marges de la feuille de dix timbres, est écrite en allemand et en latin la phrase : « MITARBEITER DER WAHRHEIT / COOPERATORES VERITATIS » (collaborateur de la vérité).
La photographie, fournie par l'agence de presse catholique de Bonn (Katholische Nachrichten-Agentur, KNA), est mise en page par Antonia Graschberger sur un timbre de 4,6 × 2,732 cm imprimé en offset en feuille de dix par l'imprimeur Giesecke & Devrient de Leipzig.

### Poste: expéditeur et boîte aux lettres
Le 12 avril, dans le cadre de la série annuelle Post (poste), sont émis deux timbres de 0,55 € imitant des dessins d'enfants en noir et jaune sur fond blanc: sur le premier, un jeune expéditeur écrit une lettre qu'il dépose dans une boîte sur le second timbre. Le héros est accompagné d'un chat.
Les timbres carrés de 3,5 cm de côté sont dessinés par Peter et Regina Steiner. Ils sont imprimés en offset en feuille de dix par Bagel Security-Print, imprimeur de Mönchengladbach.

## Mai

### 175 ans de la fête de Hambach

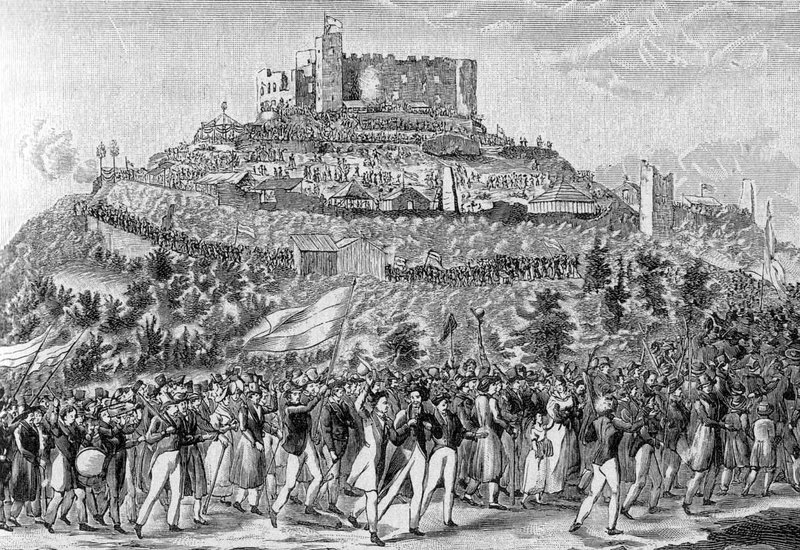
La marche vers le Château de Hambach.

Le 3 mai, est émis un timbre de 1,45 € pour le 175e anniversaire de la fête de Hambach (175. Jahre Hambacher Fest), des 27 au 30 mai 1832. Au château de Hambach, près de Neustadt an der Weinstraße alors située en territoire bavarois, cette manifestation politique réclamait des libertés et des droits civils. L'illustration est une représentation de la marche vers le château, sur laquelle est visible le drapeau tricolore noir, rouge et or.
L'image est mise en page par Johannes Graf sur un timbre de 4,6 × 2,732 cm imprimé en offset par Bagel Security-Print, à Mönchengladbach. Le timbre est conditionné en feuille de dix exemplaires gommés vendus à l'unité et en un carnet de dix timbres autocollants.

### Château de Bellevue

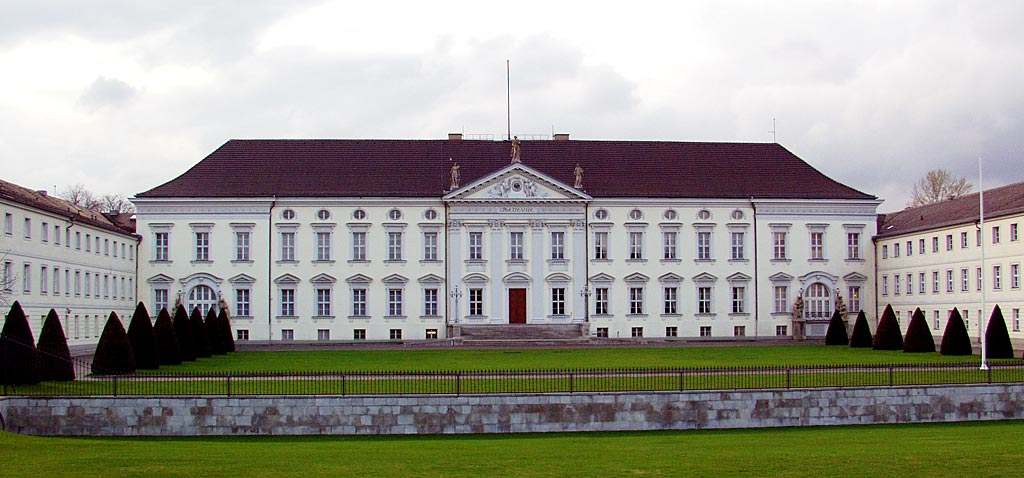
Le château dans une perspective similaire à celle du timbre.

Le 3 mai, est émis un timbre de 0,55 € représentant la façade du château de Bellevue à Berlin (Schloss Bellevue), résidence officielle du président de la République fédérale d'Allemagne. Le timbre est émis un an après la fin des travaux de rénovation du bâtiment.
Le timbre de 4,6 × 2,732 cm est dessiné par Gerhard Lienemeyer. L'impression en offset est effectuée par la Bundesdruckerei, à Berlin. Le timbre est conditionné sous deux formes : en feuille de dix exemplaires vendus à l'unité ou en un rouleau de cent timbres autocollants vendus dans une boîte.

### Europa: les scouts
Le 3 mai, dans le cadre de l'émission Europa, est émis un timbre de 0,45 € sur le thème annuel commun : le centenaire du scoutisme. Sur un fond vert rappelant une carte de randonnée, trois scouts (Pfadfinder)marchent vers le lecteur.
Le dessin est de Susanne Oesterlee. Le timbre de 4,6 × 2,732 cm est imprimé en offset en feuille de dix par Giesecke & Devrient, imprimerie de Leipzig.

### Bloc des 40 ans de la Fondation Deutsche Sporthilfe
Le 3 mai, est émis un bloc pour le quarantième anniversaire de la Fondation Deutsche Sporthilfe (40 Jahre Stiftung Deutsche Sporthilfe) et à l'occasion de la victoire de l'équipe allemande au Championnat du monde de handball masculin en février 2007. Ce bloc d'une valeur postale de 3 € reprend les quatre timbres de la série Pour le sport (Für den Sport) émis le 2 janvier 2007 pour le handball et le 8 février pour les trois autres. La fondation reçoit la surtaxe des timbres de ces séries (1,25 € pour ce bloc) afin d'aider les sportifs en difficulté. La marge supérieure du bloc porte également la devise de la Fondation : « Leistung. Fairplay. Miteinander » (Performance. Fair-play. Ensemble).
Les timbres de 5,5 × 3,28 cm reproduisent des photographies fournies par l'agence Imago mises en page par Stefan Klein et Olaf Neumann. Le bloc est imprimé en offset par Bagel Security-Print, à Mönchengladbach.

### 700 ans du château de Moyland
Le 3 mai, est émis un timbre commémoratif de 0,85 € pour le septième centenaire du château de Moyland, construit au début du XIVe siècle, puis repris sous forme baroque au XVIIe siècle. Situé près de Clèves, il fut le lieu de la rencontre entre le philosophe Voltaire et le roi Frédéric II de Prusse. Au centre du timbre, est reproduite une vue ancienne du château entouré d'eau. Sur les côtés, sont présentées deux sculptures contemporaines qui ornent le parc : Großes Pferd (grand cheval) d'Erwin Heerich et Aufstehender Jüngling (jeune se levant) de Roland Friederichsen. L'émission coïncide avec le 20e anniversaire de la fondation créée pour reconstruire et entretenir le château, devenu musée.
Le timbre de 4,6 × 2,732 cm est conçu par Lutz Menze. Il est imprimé en noir et blanc (une mention en magenta) par Giesecke & Devrient, en offset en feuille de dix.

## Juin

### Wilhelm Busch 1832-1908

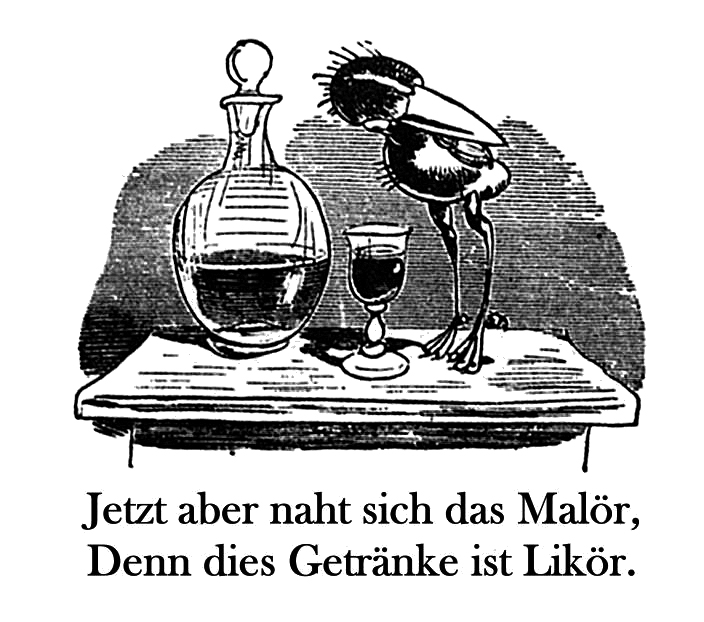
Autre exemple de case et texte extraits de Hans Huckbein.

Le 14 juin, dans le cadre de l'émission annuelle Pour la jeunesse (Für die Jugend), est émis un bloc de quatre timbres avec une surtaxe de bienfaisance. Le thème du 175e anniversaire du dessinateur Wilhelm Busch est illustré par un épisode en quatre cases (une par timbre) de Hans Huckebein, der Unglücksrabe (le corbeau malchanceux) ; le texte est imprimé sur la marge inférieure du bloc. Les valeurs faciales sont de 0,45 + 0,20 €, deux timbres de 0,55 + 0,25 € et un 1,45 € + 0,55 €, soit une valeur postale de 3 € et une surtaxe de 1,25 €
Le bloc comprenant quatre timbres carrés de 3,5 cm de côté est mis en page par Ingo Wulf. Il est imprimé en offset par Giesecke & Devrient de Leipzig.

### Paul Klinger 1907-1971
Le 14 juin, est émis un timbre de 0,55 € pour le centenaire de la naissance de l'acteur Paul Klinger (en). L'illustration est extraite de l'affiche du film autrichien Hengst Maetoso Austria de 1956. Le personnage féminin était joué par Nadia Gray.
Le timbre carré de 3,5 cm de côté est mis en page par Elisabeth Hau et imprimé en offset en feuille de dix par Bagel Security-Print à Mönchengladbach.

### Karl Valentin 1882-1948
Le 14 juin, est émis un timbre de 0,55 € pour le 125e anniversaire de l'homme de théâtre et de cinéma Karl Valentin. Le dessin humoristique du timbre rappelle sa carrière comique : le personnage essaie de scier les pieds de la chaise sur laquelle il se tient à genoux.
Le timbre carré de 3,5 cm de côté est créé par Michael Kunter et Henning Wagenbreth. Il est imprimé en offset en feuille de dix exemplaires par la Bundesdruckerei de Berlin.

## Juillet

### Patrimoine mondial de l'Unesco

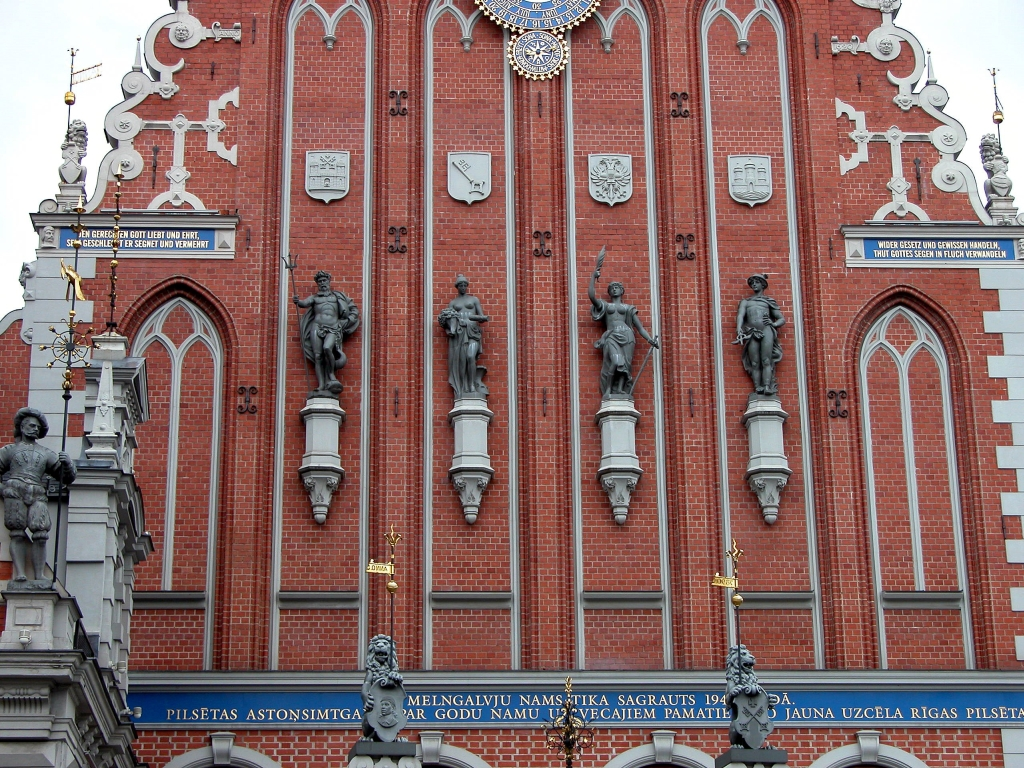
Quatre des statues visibles sur les façades de la maison des Têtes noires, à Rīga. Celles représentées sur le timbre de 0.65 € sont la première et la quatrième.

Le 12 juillet, dans la série du Patrimoine culturel mondial de l'Organisation des Nations unies pour l'éducation, la science et la culture (Weltkulturerbe der UNESCO) en cours depuis 1990, sont émis deux timbres. Cette année, les lieux choisis, tous baignés par la mer Baltique, sont liés par l'histoire de la Ligue hanséatique, période médiévale encore visible dans leurs centres historiques.
En 1997, est ainsi classé dans cette liste patrimoniale le centre de la ville de Rīga, capitale de la Lettonie, dont le timbre de 0,65 € présente un dessin des façades de la maison des Têtes Noires de Riga, construite au XIVe siècle. Elles sont entourées d'une vue de deux des statues des dieux Neptune et Mercure. Il est émis dans le cadre d'une émission conjointe avec la Lettonie.
Depuis 2002, ont été classés les centres de Stralsund et Wismar, dans le Mecklembourg-Poméranie-Occidentale. Le timbre de 0,70 € en montre les façades de l'hôtel de ville de Stralsund à gauche et de l'église Saint-Georges de Wismar. Sur les côtés du timbre, sont reproduits les sceaux des deux villes, sur lesquels figure un navire.
Les timbres de 4,6 × 2,732 cm sont dessinés par Fritz et Sibylle Haase. Ils sont imprimés en offset en feuille de dix par Giesecke & Devrient, à Leipzig.
Les deux timbres de Lettonie sont émis le 12 juillet par Latvijas Pasts, les postes lettones. Ils reprennent les illustrations des timbres d'Allemagne, avec des légendes traduites en letton. Celui sur Rīga a une valeur de 0,36 lats et 0,45 LVL pour celui sur Stralsund et Wismar.

### Phares

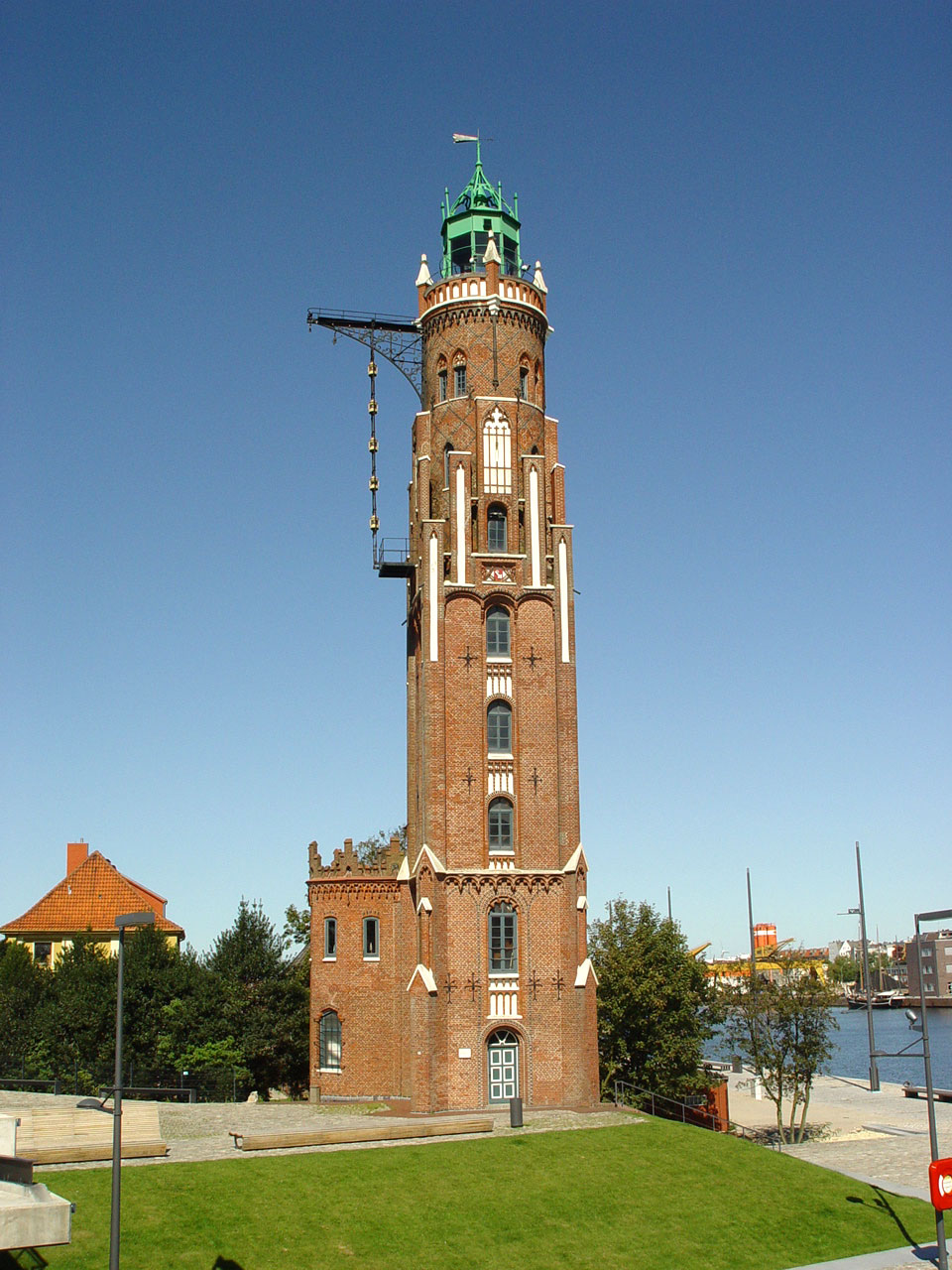
Le Bremerhaven Oberfeuer.

Le 12 juillet, dans la série Phares (Leuchttürme), sont émis deux timbres sur deux phares maritimes allemands. Le 0,45 € reproduit une photographie du Grand Phare de Bremerhaven (Bremerhaven Oberfeuer) achevé en 1855. Le 0,55 € est consacré à celui d'Hörnum, au sud de l'île frisonne de Sylt, dans le Schleswig-Holstein ; il entra en fonction le 8 août 1907.
Les photographies de Reinhard Scheiblich sont mises en page par Johannes Graf sur des timbres carrés de 3,5 cm de côté. Ils sont imprimés en offset en feuille de dix par Bagel Security-Print, à Mönchengladbach.

## Août

### 100 ans fu pont Kaiser-Wilhelm
Le 9 août, est émis un timbre de 1,45 € pour le centenaire du pont tournant Empereur-Guillaume (Kaiser-Wilhelm-Brücke) de Wilhelmshaven. En 1907, il était le plus long pont de ce type en Europe. Sur le timbre, sont superposées deux images : une photographie ancienne du pont et un dessin noir du pont en position ouverte au passage des bateaux.
Le timbre de 4,6 × 2,732 cm est gravé par Lutz Menze et imprimé en offset et taille-douce par l'Österreichischen Staatsdruckerei de Vienne en feuille de dix.

### 50 ans de la Deutsche Bundesbank

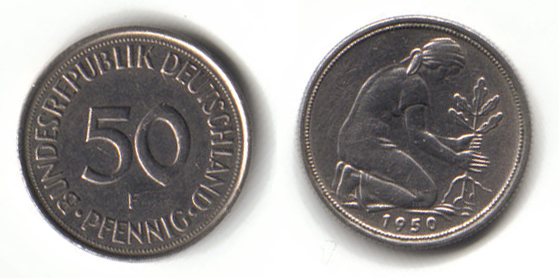
Les deux faces de la pièce de 50 pfennigs d'Allemagne de l'Ouest.

Le 9 août, est émis un timbre de 0,55 € pour le cinquantenaire de la Deutsche Bundesbank. Sont représentés des billets et pièces de monnaie qui ont été mis en circulation par la banque centrale allemande depuis sa création, de gauche à droite : l'homme du billet de 500 Deutsche Marks de 1960 d'après une peinture de Hans Maler von Schwaz, la femme plantant un chêne sur l'avers de la pièce de 50 pfennigs, la musicienne et compositrice Clara Schumann du billet de 100 DM de 1990, la face commune de la pièce d'un euro et le billet de 50 euros. Au-dessus de ce montage, la phrase : « Die Währung sichern - Preisstabilität Gewährleisten » (« protéger la monnaie - garantir la stabilité des prix »).
Le timbre de 4,6 × 2,732 cm est mis en page par Werner Hans Schmidt et imprimé en offset en feuille de dix par la Bundesdruckerei à Berlin.

### 75 ans du barrage de Bleiloch sur la Saale
Le 9 août, est émis un timbre de 0,55 € pour les 75 ans du barrage de Bleiloch dans la vallée de la Saale (75 Jahren Saaletalsperre Bleiloch), un affluent de l'Elbe. L'ouvrage fait partie des cinq ouvrages de la chute aménagée de la Saale (Saaleskaskade). Le timbre reproduit une photographie aérienne du paysage rural et forestier autour du lac de retenue, en Thuringe.
La photographie de l'agence Punctum est mise en page par barbara Dimanski. Le timbre de 4,6 × 2,732 cm est imprimé en offset en feuille de dix exemplaires par Giesecke & Devrient, à Leipzig.

## Septembre

### Pour nous, les enfants: le hérisson
Le 20 septembre, dans la série Pour nous, les enfants (Für uns Kinder), est émis un timbre de 0,55 € représentant un hérisson sur un sol couvert de feuilles mortes forme de cœur, comme dessiné par un enfant.
Le timbre de 4,6 × 2,732 cm est créé par Olaf et Regina Jäger. Il est imprimé en offset en feuille de dix exemplaires, par l'imprimerie Giesecke & Devrient de Leipzig.

### Poste
Le 20 septembre, dans la série Poste (Post), sont émis deux timbres de 0,55 € sur deux étapes du système postal : l'arrivée d'une lettre remise par le facteur (Postbote) et la lecture de celle-ci par la destinataire (Empfänger).
Les timbres carrés de 3,5 cm de côté sont dessinés en noir et blanc, avec quelques éléments jaunes. Créés par Peter et Regina Steiner, ils sont imprimés en offset en feuille de dix exemplaires, par Bagel Security-Print à Mönchengladbach.

### 50 ans duWissenschaftsrat
Le 20 septembre, est émis un timbre commémoratif de 0,90 € pour le cinquantenaire du Wissenschaftsrat, comité chargé en Allemagne fédérale de conseiller l'État fédéral et les Länder en matière scientifique. L'illustration est constituée, pour la moitié inférieure, de cinq images juxtaposées rappelant différentes disciplines, de gauche à droite : la génétique (initiales des nucléotides), un extrait de langage binaire sur fond de fibre optique, une image interprétant des données issues de l'étude de l'espace, une vue rapprochée de la feuille d'un végétal.
Le timbre de 4,6 × 2,732 cm est mis en page par Nina Clausing et imprimé en offset en feuille de dix par la Bundesdruckerei à Berlin.

## Octobre

### 100 ans de la Deutscher Werkbund
Le 11 octobre, est émis un timbre commémoratif de 0,55 € pour le centenaire de la Deutscher Werkbund, l'association allemande des artisans. L'illustration choisie est l'affiche de l'exposition de 1924 de la Deutscher Werkbund sur le thème de « la forme » (die Forme).
Le timbre carré de 3,5 cm de côté est mis en page par Ingo Wulff. Il est imprimé en offset par Giesecke & Devrient de Leipzig.

### Heinrich Friedrich Carl Freiherr vom und zum Stein 1757-1831
Le 11 octobre, est émis un timbre de 1,45 € pour le 250e anniversaire de la naissance de Heinrich Friedrich Carl Freiherr vom und zum Stein, réformateur du gouvernement du royaume de Prusse au début du XIXe siècle. Le timbre reproduit une plaque au profil du baron de Stein créée en 1931 par la Staatlichen Porzellanmanufaktur de Berlin.
Le timbre de 5,5 × 3,28 cm est mis en page par Lutz Menze et est imprimé en offset par la Bundesdruckerei de Berlin.

### Limes
Le 11 octobre, dans la série Site du patrimoine culturel mondial de l'Organisation des Nations unies pour l'éducation, est émis un bloc d'un timbre de 0,55 € sur le limes de Germanie, anciennes fortifications de la frontière de l'Empire romain, classées depuis 2005. La photographie montre un des éléments reconstitués du limes dont la carte est reproduite sur le reste du bloc.
Le bloc est conçu par Annegret Ehmke et imprimé en offset par Bagel Security-Print, à Mönchengladbach. Le timbre mesure 4,6 × 2,732 cm.

## Novembre

### Élisabeth de Thuringe 1207-1231
Le 8 novembre, est émis un timbre de 0,55 € pour les 800 ans de la naissance de sainte Élisabeth de Thuringe (ou de Hongrie ; Elisabeth von Thüringen) qui prit l'habit de l'ordre franciscain pour aider les pauvres après la mort de son mari, le landgrave Louis de Thuringe. L'illustration la présente qui aide un malade à manger.
Le timbre carré de 3,5 cm de côté est créé par Dieter Ziegenfeuter et est imprimé en offset en feuille de dix exemplaires par Bagel Security-Print, à Mönchengladbach.

### Astrid Lindgren 1907-2002
Le 8 novembre, dans le cadre d'une émission conjointe avec la Suède, est émis un timbre de 1 € pour le centenaire de la naissance d'Astrid Lindgren, auteur suédoise de romans pour enfants. Son portrait, les deux mains derrière la tête, est entouré d'un de ses personnages, Emil i Lönneberga d'après l'édition originale suédoise.
Le timbre de 5,5 × 3,28 cm est dessiné par Ernst avec le portrait de Lindgren gravé par Lars Sjööblom. Il est imprimé en offset (personnage) et en taille-douce (portrait) en feuille de dix par l'Österreichischen Staatsdruckerei.
Le timbre de Suède de 11 couronnes est émis le même jour sous la forme d'un bloc illustré d'un photographie de l'écrivain avec l'actrice Inger Nilsson dans le rôle du personnage Fifi Brindacier.

### Noël
Le 8 novembre, sont émis deux timbres de Noël surtaxés au profit de la Bundesarbeitsgemeinschaft der freien Wohlfahrtspflege. Les illustrations sont d'inspiration chrétienne : l'adoration des Rois mages sur le 0,45 € + 0,20 €, et la naissance du Christ sur le 0,55 € + 0,25 € représentant Marie, Jésus sur les genoux, entourés d'un âne et d'un bœuf.
Les timbres carrés de 3,5 cm de côté sont dessinés par Ernst et Lorli Jünger. Ils sont imprimés en offset en feuille de dix par Giesecke & Devrient de Leipzig.

## Décembre

### Für die Wohlfahrtspflege: animaux domestiques
Le 27 décembre, dans la série de bienfaisance au profit de la Wohlfahrtspflege (« assistance sociale »), sont émis quatre timbres à surtaxe reproduisant des photographies d'un animal domestique avec son petit : le cochon d'Inde sur le 0,45 € + 0,20 €, le cheval et le chien sur les deux timbres de 0,55 € + 0,25 €, et le lapin sur le 1,45 € + 0,55 €.
Les timbres de 5,5 × 3,28 cm sont créés par Andrea Voß-Acker. Ils sont imprimés en photogravure en feuille de dix par l'imprimeur néerlandais Joh. Enschedé Security Print, à Haarlem.

### Carl Gotthard Langhans 1732-1808
Le 27 décembre, est émis un timbre de 0,55 € pour le bicentenaire de la mort de l'architecte Carl Gotthard Langhans, représenté par une image ancienne d'une de ses créations : la porte de Brandebourg, construite à la fin du XVIIIe siècle.
La gravure illustrant le timbre est inspirée d'une œuvre de Peter Ludwig Lüdtke de 1798, conservée par la Fondation des châteaux et jardins prussiens de Berlin-Brandebourg. Le timbre de 4,6 × 2,732 cm est imprimé en taille-douce par Bagel Security-Print, à Mönchengladbach.

### Sources
- Les émissions de 2007 sur un site recensant les émissions allemandes depuis 2000, ainsi que des images de projets non retenus.
- Site commercial de la Deutsche Post. Elle conserve des informations sur les auteurs, formats, impressions, imprimeries et formes de conditionnement des timbres encore en vente.